# Hotman Paris Hutapea
Hotman Paris Hutapea (Regencia de Toba Samosir, Provincia de Sumatra Septentrional, 20 de octubre de 1959) es un abogado indonesio, conocido por la sociedad indonesia por su estilo extravagante, sus clientes de alto perfil, sus autos deportivos y sus amantes.

## Primeros años
Nacido el 20 de octubre de 1959 en el Distrito de Laguboti, Regencia de Toba Samosir, Provincia de Sumatra Septentrional. Era el sexto de 10 hijos en una familia protestante de etnia Batak. Su primer nombre fue tomado de la palabra Batak hotma, que significa 'estable'. Su padre tenía una empresa de autobuses interurbanos y, a menudo, tenía que vivir lejos de casa en Medan, la capital de Sumatra Septentrional. Su madre permaneció en Laguboti y alentó a sus hijos a comer de manera saludable, especialmente hojas de papaya y pescado, para que desarrollaran un alto cociente intelectual. Ocho de los 10 hijos se graduaron de la universidad.
Hotman había planeado estudiar en Instituto de Tecnología de Bandung pero no pasó el examen de ingreso. Hotman dijo que sabía las respuestas pero no sabía cómo completar la hoja de respuestas. En consecuencia, Hotman solicitó estudiar derecho en la Universidad Católica de Parahyangan en Bandung, Provincia de Java Occidental. Él dijo que nunca había soñado con ser abogado porque solía reunirse con personas desempleadas con títulos en derecho. A pesar de su falta inicial de entusiasmo, Hotman disfrutó de sus estudios y logró altas calificaciones, convirtiéndose en el primer estudiante de la Facultad de Derecho en completar el curso en tres años y medio. Se graduó en 1981.

## Carrera
Después de que Hotman se graduó de la escuela de derecho, uno de los amigos de su profesor le aconsejó que se acercara a la oficina legal de Otto Cornelis Kaligis en Yakarta. Trabajando para Kaligis, Hotman tuvo su primera experiencia de corte. "Una vez, Kaligis me dijo que viniera al Tribunal de Distrito de Yakarta Oriental. En realidad, fue solo una sesión regular de la corte. Sin embargo, desde la primera experiencia de una prueba, esta etapa no puede mantenerse inmóvil. Siempre esta temblando," él dijo. En 1982, se unió brevemente al bufete del abogado sénior Adnan Buyung Nasution, Nasution Lubis Hadiputranto.
Hotman fue reclutado por el Banco Central de Indonesia debido a su alto rendimiento académico. Renunció después de un año, luego dijo que se dio cuenta de que nunca se haría rico allí.
En 1983, Hotman tomó un trabajo con Makarim & Taira S, una firma especializada en derecho corporativo internacional. Entre 1987 y 1998, trabajó para la filial australiana de la firma, Freehill, Hollingdale & Page. En 1998, se pronunció contra abogados extranjeros en Indonesia. Hotman dejó Makarim & Taira S para establecer su propia firma, Hotman Paris Hutapea & Partners en 1999. Su firma se enfoca en litigios financieros internacionales y resolución de disputas. Se hizo famoso por ayudar a los conglomerados indonesios a cancelar la deuda externa, a menudo argumentando que sus acuerdos originales eran ilegales según la ley indonesia.

## Ética y reputación
Hotman ha sido descrito como "un operador detrás de escena" en el manejo de casos. Según los informes, ha admitido que se reúne con jueces de forma privada para obtener el resultado que desea y les ha dado dinero como agradecimiento. Al comentar sobre la presunta corrupción judicial, dijo: "Vivo en los tribunales de Indonesia todos los días, no es ético si digo algo malo acerca de mi tribunal, aunque sabes la respuesta. Todo es posible".
En una entrevista en 2010, dijo a The New York Times: "Si digo que soy un abogado limpio, seré un hipócrita, eso es todo lo que puedo decir. Y si otros abogados dicen que están limpios, irán a la cárcel, irán al infierno".
En 2014, Capital Profile, con sede en Hong Kong, emitió un informe especial titulado The Best of Hotman Paris, en el que se enumeran ocho de sus "clientes más ilustres y casos memorables". El informe señaló:

Nadie encarna los peligros de invertir en Indonesia mejor que Hotman Paris Hutapea, el abogado corporativo extravagante en el centro de los casos de bancarrota más notorios del país. Amado por los magnates locales, temido por los acreedores extranjeros y respetado por los abogados que se maravillan con su juego de manos legal, incluso mientras cuestionan sus métodos, Hotman ha aprovechado su éxito en la corte y su personalidad colorida en la celebridad nacional.

Hotman respondió diciendo que consideraba el informe un cumplido y que estaba feliz de ser elogiado.

## Vida personal
Hotman está casada con Agustianne Marbun y tienen tres hijos. Hotman se ve a menudo en compañía de celebridades femeninas y ha admitido haber mantenido un romance con una actriz durante seis años. Él dice que su esposa y sus hijos son su principal prioridad "pero yo solo soy un humano común al que le gusta hacer trampa, dependiendo de la tentación"
Es conocido por comprar un nuevo automóvil de lujo extranjero cada año. Los informes de los medios locales dicen que ha comprado vehículos Lamborghini, Ferrari, Chrysler, Bentley y Hummer H2. En 2012, le dio a su hija un Bentley Mulsanne con un valor de aproximadamente 9 mil millones de rupias por su decimoséptimo cumpleaños. "Todos quieren tener un auto de lujo. He trabajado duro durante 30 años como abogado, sí, tengo derecho a disfrutar de la vida", dijo en 2018. Se reporta que tiene choferes separados para cada auto.
En 2017, Hotman dijo que es dueño de 12 hoteles y villas de lujo, y que pretende ampliar su cartera a 50 propiedades de lujo. La mayoría de sus villas están en Bali. Uno de ellos se puede alquilar por 23 millones de rupias por noche. En Yakarta, posee propiedades en los desarrollos Central Park, Sudirman Park y Thamrin Residence, así como un bloque de tiendas en Kelapa Gading. "Todos los bienes de propiedad que poseo son de mi esfuerzo y sudor", dijo Hotman.